# ベネディクトゥス14世 (ローマ教皇)
ベネディクトゥス14世（ラテン語: Benedictus XIV, ベネティクト14世; 1675年3月31日 - 1758年5月3日）は、ローマ教皇（在位：1740年8月17日 - 1758年5月3日）。本名はプロスペロ・ロレンツォ・ランベルティーニ（Prospero Lorenzo Lambertini）。イエズス会の適応政策を非難して、ようやく軌道に乗り始めていた東洋での布教活動を頓挫させることになった。

## 生い立ちと教皇選出
ランベルティーニは、当時の教皇領においてローマに次ぐ第2の都市であったボローニャの裕福な家庭に生まれた。彼が教皇に選出された時代は、教会にとって極めて困難な時期であった。特に、キリスト教諸国において政府が司教の任命権を主張し、教皇庁との対立が深刻化していた。この問題に対し、彼はまず取り組む必要に迫られた。その尽力の結果、ナポリ王国、サルデーニャ王国、スペイン、ヴェネツィア共和国、オーストリアといった諸国との間で、一応の合意に達した。彼を教皇に選出したコンクラーヴェは難航し、6か月に及んだ。その際、彼は居並ぶ枢機卿たちに対し、「聖人が望ましいならばゴッティを、政治家が望ましいならばアルドロヴァンディを選ぶとよい。しかし、誠実な人物を望むならば、私に票を投じてほしい」と述べたという。

## 教皇としての業績
ベネディクトゥス14世と名乗った新教皇は、精力的に教皇職に励み、司祭の養成システム、教会暦、教皇庁の諸制度の改革と近代化に尽力した。1741年には、アメリカ大陸における奴隷制度を明確に非難する声明を出している。

## 宣教政策の転換と影響
しかしながら、ベネディクトゥス14世の名を歴史に刻むことになったのは、2つの重要な勅書、「エクス・クオ・シングラーリ」（Ex quo singulari）および「オムニウム・ソリチトゥディウム」（Omnium solicitudinum）の発布である。これらの勅書において教皇は、宣教地における過度な適応政策を厳しく批判し、民族文化のキリスト教への安易な取り込みを禁じた。これらの批判の主な対象は、インドと中国において適応政策によって宣教活動で成果を上げていたイエズス会であった。例えば、中国においてイエズス会が容認していた先祖への崇敬を偶像崇拝として明確に排斥した。また、神の名前の漢文訳である「天主」という言葉の是非を巡っては、17世紀から長きにわたる議論が続いていた（詳細については典礼論争の項を参照）。中国やインドにおける適応政策の放棄は、東洋におけるカトリック教会の宣教活動の急速な衰退を招く大きな要因となった。